# Unterstadion

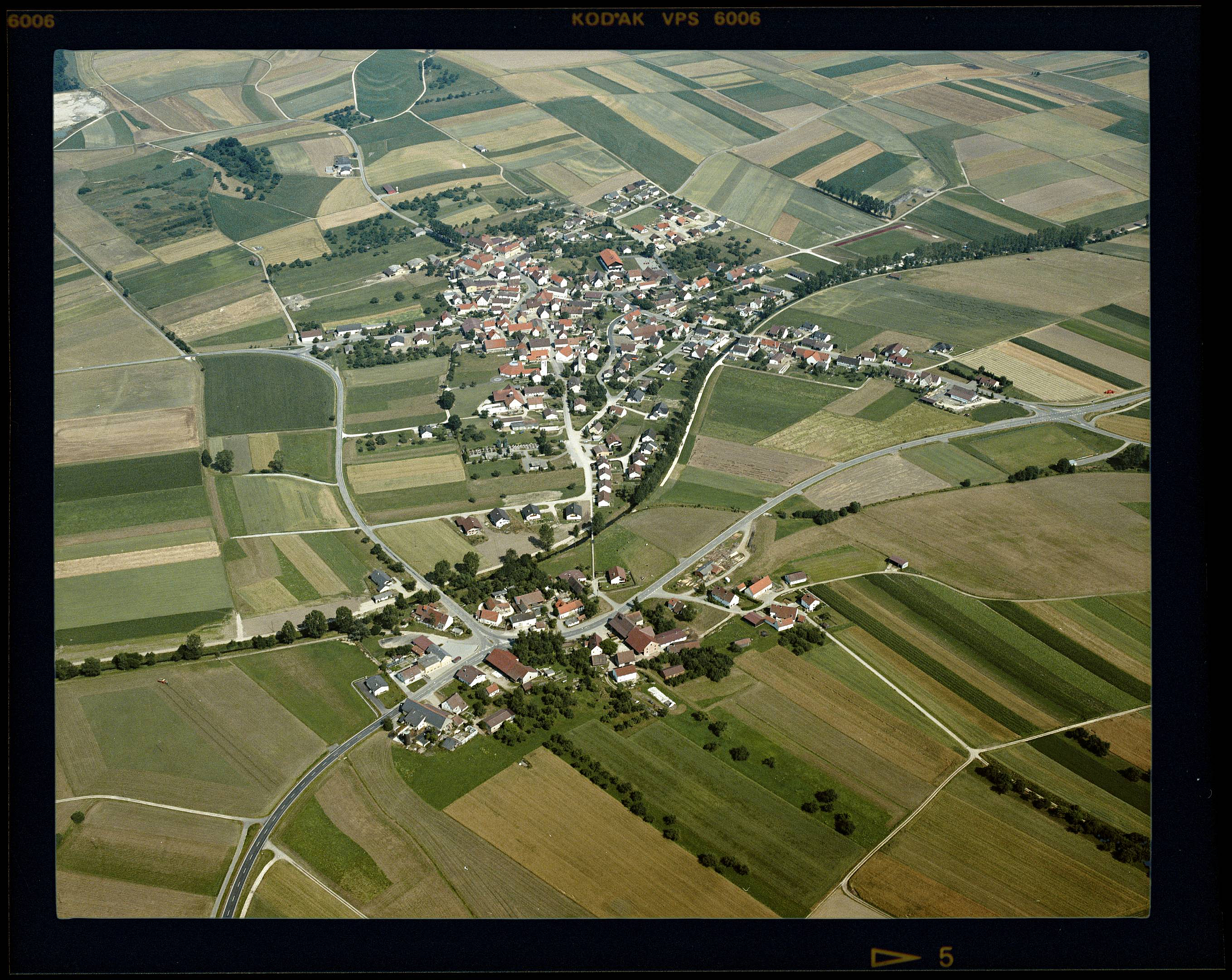
Luftbild von Unterstadion (1983)

Unterstadion ist eine Gemeinde im Alb-Donau-Kreis in Baden-Württemberg. Die Gemeinde gehört der Verwaltungsgemeinschaft Munderkingen an.

## Geografie
Unterstadion liegt im Donautal, südlich der Donau am Unterlauf des Stehenbaches.
Die Gemeinde Unterstadion grenzt im Norden an Rottenacker, im Osten an den Ortsteil Volkersheim der Stadt Ehingen, im Südosten an Schemmerhofen im Landkreis Biberach, im Süden und Südwesten an Oberstadion sowie im Nordwesten an Emerkingen und die Stadt Munderkingen.
Die Gemeinde besteht aus den beiden Teilorten Unterstadion und Bettighofen.

### Gemeindewappen
Die Blasonierung des Wappens lautet: „Gold, über einem in der Mitte liegenden blauen Wellenbalken ein schwarzer Römerhelm, im unteren Feld eine schwarze Wolfsangel, deren Haken aufwärts gerichtet sind.“

### Schutzgebiete
Um die flächenhaften Naturdenkmale Feuchtgebiet Wasenlöcher und Feuchtgebiet Watzenloch liegt das Landschaftsschutzgebiet Unterstadion.

## Geschichte

### Überblick
Der Ort Unterstadion wurde erstmals im Jahr 1129 urkundlich erwähnt, das Dorf Bettighofen bereits 838.
Beide Dörfer gehörten zum Ritterkanton Donau und waren Bestandteil der Herrschaft Emerkingen.
Durch die Mediatisierung kamen die reichsritterschaftlichen Dörfer 1805 an das Kurfürstentum Württemberg, welches im Jahr darauf zum Königreich aufstieg. Für mehr als ein Jahrhundert war Unterstadion mit Bettighofen nun dem Oberamt Ehingen zugeordnet. Während der NS-Zeit in Württemberg gelangten die Dörfer 1938 zum neu umrissenen Landkreis Ehingen. Im Jahre 1945 wurde das Gebiet Teil der Französischen Besatzungszone und kam somit zum Nachkriegsland Württemberg-Hohenzollern, welches 1952 im Bundesland Baden-Württemberg aufging. Seit der Gebietsreform von 1973 ist die Gemeinde Unterstadion Teil des Alb-Donau-Kreises.

### Religion
Unterstadion ist überwiegend katholisch geprägt. Die Kirchengemeinde St. Maria und Selige Ulrika, lange Zeit von Oberstadion aus betreut, erhielt 1918 eine eigene Pfarrei. Die Kirchengemeinde gehört zur Seelsorgeeinheit Donau-Winkel im Dekanat Ehingen-Ulm. Aus dem kleinen Ort gingen nachweislich mindestens 40 Ordensleute und Diözesanpriester hervor.

## Gemeinderat
Der Gemeinderat in Unterstadion hat acht Mitglieder. Er besteht aus den ehrenamtlichen Gemeinderäten und dem Bürgermeister als Vorsitzendem. Der Bürgermeister ist im Gemeinderat stimmberechtigt. 
Bei der Kommunalwahl am 9. Juni 2024 wurde der Gemeinderat durch Mehrheitswahl gewählt. Mehrheitswahl findet statt, wenn kein oder nur ein Wahlvorschlag eingereicht wurde. Die Bewerberinnen und Bewerber mit den höchsten Stimmenzahlen sind dann gewählt. Die Wahlbeteiligung betrug 77 % (2019: 70,3 %).

## Infrastruktur
Verkehr
- Durch die Gemeinde führt der Oberschwaben-Allgäu-Radweg. Er ist eine Rundstrecke über Ulm und Tettnang und verläuft dabei von Offingen (Gemeinde Uttenweiler) am Berg Bussen über Oberstadion nach Unterstadion und weiter über Rottenacker nach Ehingen an der Donau.

Kirchengebäude
- Unterstadion ist vorwiegend römisch-katholisch geprägt und verfügt über eine eigene Pfarrkirche „St. Maria und Selige Ulrika“. Sie wurde 1982 vom damaligen Diözesanbischof Georg Moser eingeweiht und beherbergt eine Ulrika-Nisch-Gedenkstätte. Zudem gibt es die Kapelle „Maria Schnee“, deren Grundstein im Jahr 1453 von Eberhard von Stein gelegt wurde.[4]

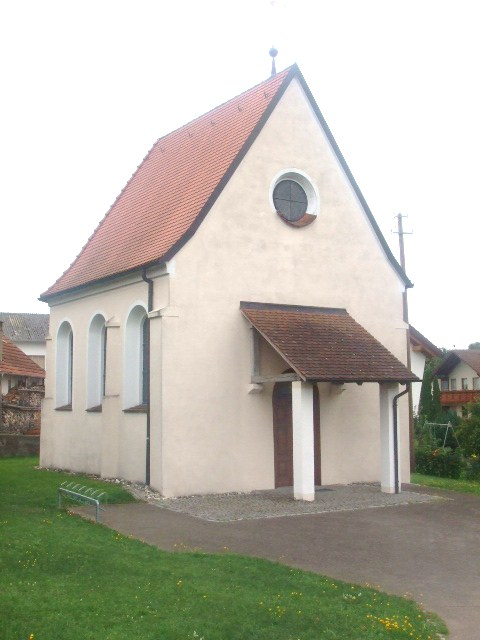
Kapelle Maria Schnee
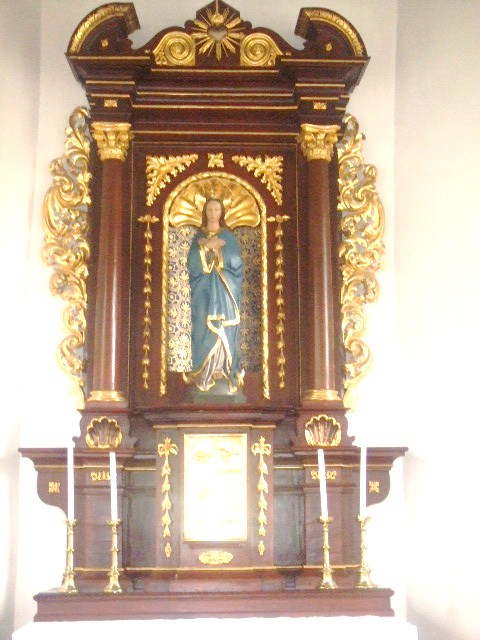
Altar der Kapelle

Musik
- Das Dorfleben wird vom Musikverein „Lyra“ umrahmt. Dieses Orchester spielt schon seit mehr als drei Jahrzehnten ununterbrochen in der Höchststufe. Traditionell findet an Dreikönig das Jahreskonzert statt.

Sportverein
- Der SV Unterstadion besteht aus mehreren Abteilungen (Fußball, Tennis, Tischtennis, Turnen,  Aerobic, Jazztanz, Yoga & Qi-Gong).

## Söhne und Töchter der Gemeinde
- Selige Ulrika Nisch (1882–1913), Ordensschwester